# Vasilij Aleksandrovič Romanov

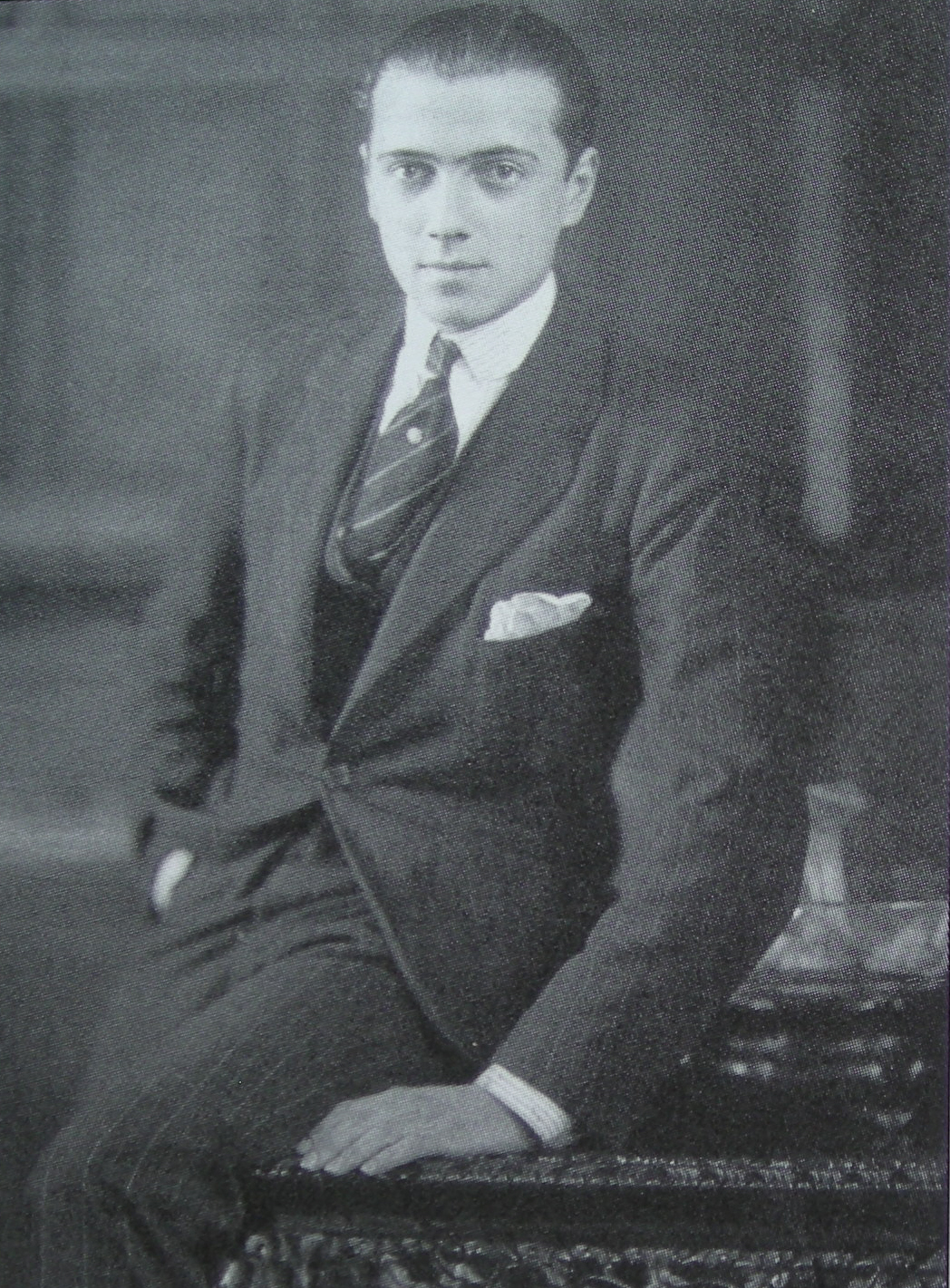
Il principe Vasilij Aleksandrovič Romanov

Il principe Vasilij Aleksandrovič Romanov (Reggia di Gatčina, 7 luglio 1907 – California, 23 giugno 1989) era un membro della famiglia imperiale.

## Biografia

### Infanzia
Sua madre era la granduchessa Xenia (1875-1960), figlia dello zar Alessandro III e suo padre era il granduca Sandro, cugino di primo grado del padre della moglie: Vassilij era quindi pronipote di Nicola I di Russia per parte di padre e pro-pronipote dello stesso per parte di madre, oltre ad avere per nonno Alessandro III e per zio Nicola II, particolarmente legato alla sorella ed al cognato.

### Rivoluzione bolscevica
Passò la prima giovinezza tra il sud della Francia, luogo di vacanza molto amato dalla nobiltà internazionale, ed i palazzi imperiali russi. Quando l'imperatore Nicola II abdicò in seguito alla Rivoluzione di Febbraio nel 1917, l'Imperatrice vedova si ritirò in Crimea con moltissimi parenti, fra cui la figlia Xenia, il genero ed i loro figli: nel 1918 molti di loro furono incarcerati vicino a Jalta, ma un mese dopo vennero liberati dalle truppe tedesche in seguito alla firma del Trattato di Brest-Litovsk. 
L'11 aprile 1919 i Romanov vennero salvati da un quasi sicuro massacro da parte dei bolscevichi poiché riuscirono ad imbarcarsi su una nave da guerra britannica, la HMS Marlborough, mandata apposta dal re Giorgio V, che li portò a Malta dove rimasero per circa nove mesi.

### Esilio
Dopo aver vissuto a Parigi con i genitori, in seguito al loro divorzio seguì la madre in Inghilterra e, alla fine degli anni venti, si trasferì negli Stati Uniti, dove si guadagnò da vivere prima come cameriere, poi come operaio di cantiere navale, agente di cambio, viticultore ed infine allevatore di pollame.

### Matrimonio
Il 31 luglio 1931 sposò a New York la principessa Natalia Galitzine (Mosca, 26 ottobre 1907 - Woodside, 28 marzo 1990), con la quale visse per anni in California e con cui ebbe una figlia.

### Ultimi anni
Nel 1980, alla morte di suo fratello Dmitrij Aleksandrovič, il principe Vasilij divenne il presidente della Associazione della Famiglia Romanov.

## Discendenza
Il principe Vasilij e la principessa Natalia Galitzine ebbero:
- Principessa Marina Romanov (San Francisco, 22 maggio 1940 - viv.) che ha sposato a Woodside in California l'8 gennaio 1967 William Beadleston, e da cui in seguito ha divorziato.

## Ascendenza
|                                   |                             |                                  | Genitori                                                           |  |  | Nonni |  |  | Bisnonni              |  |  | Trisnonni             |  |
|                                   |                             |                                  |                                                                    |  |  |       |  |  | 8. Nicola I di Russia |  |  | 16. Paolo I di Russia |  |
|                                   |                             |                                  |                                                                    |  |  |       |  |  | 8. Nicola I di Russia |  |  | 16. Paolo I di Russia |  |
|                                   |                             | 17. Sofia Dorotea di Württemberg |                                                                    |  |  |       |  |  | 8. Nicola I di Russia |  |  |                       |  |
| 4. Michail Nikolaevič Romanov     |                             |                                  |                                                                    |  |  |       |  |  | 8. Nicola I di Russia |  |  |                       |  |
|                                   |                             | 9. Carlotta di Prussia           | 18. Federico Guglielmo III di Prussia                              |  |  |       |  |  |                       |  |  |                       |  |
|                                   |                             | 9. Carlotta di Prussia           | 18. Federico Guglielmo III di Prussia                              |  |  |       |  |  |                       |  |  |                       |  |
|                                   |                             | 9. Carlotta di Prussia           | 19. Luisa di Meclemburgo-Strelitz                                  |  |  |       |  |  |                       |  |  |                       |  |
| 2. Aleksandr Michajlovič Romanov  |                             | 9. Carlotta di Prussia           |                                                                    |  |  |       |  |  |                       |  |  |                       |  |
|                                   |                             | 10. Leopoldo di Baden            | 20. Carlo Federico di Baden                                        |  |  |       |  |  |                       |  |  |                       |  |
|                                   |                             | 10. Leopoldo di Baden            | 20. Carlo Federico di Baden                                        |  |  |       |  |  |                       |  |  |                       |  |
|                                   |                             | 10. Leopoldo di Baden            | 21. Luisa Carolina di Hochberg                                     |  |  |       |  |  |                       |  |  |                       |  |
| 5. Cecilia di Baden               |                             | 10. Leopoldo di Baden            |                                                                    |  |  |       |  |  |                       |  |  |                       |  |
|                                   |                             | 11. Sofia Guglielmina di Svezia  | 22. Gustavo IV Adolfo di Svezia                                    |  |  |       |  |  |                       |  |  |                       |  |
|                                   |                             | 11. Sofia Guglielmina di Svezia  | 22. Gustavo IV Adolfo di Svezia                                    |  |  |       |  |  |                       |  |  |                       |  |
|                                   |                             | 11. Sofia Guglielmina di Svezia  | 23. Federica di Baden                                              |  |  |       |  |  |                       |  |  |                       |  |
| 1. Vasilij Aleksandrovič Romanov  |                             | 11. Sofia Guglielmina di Svezia  |                                                                    |  |  |       |  |  |                       |  |  |                       |  |
|                                   | 12. Alessandro II di Russia | 24. Nicola I di Russia (= 8)     |                                                                    |  |  |       |  |  |                       |  |  |                       |  |
|                                   | 12. Alessandro II di Russia | 24. Nicola I di Russia (= 8)     |                                                                    |  |  |       |  |  |                       |  |  |                       |  |
|                                   | 12. Alessandro II di Russia | 25. Carlotta di Prussia (= 9)    |                                                                    |  |  |       |  |  |                       |  |  |                       |  |
| 6. Alessandro III di Russia       | 12. Alessandro II di Russia |                                  |                                                                    |  |  |       |  |  |                       |  |  |                       |  |
|                                   |                             | 13. Maria d'Assia-Darmstadt      | 26. Luigi II d'Assia                                               |  |  |       |  |  |                       |  |  |                       |  |
|                                   |                             | 13. Maria d'Assia-Darmstadt      | 26. Luigi II d'Assia                                               |  |  |       |  |  |                       |  |  |                       |  |
|                                   |                             | 13. Maria d'Assia-Darmstadt      | 27. Guglielmina di Baden                                           |  |  |       |  |  |                       |  |  |                       |  |
| 3. Ksenija Aleksandrovna Romanova |                             | 13. Maria d'Assia-Darmstadt      |                                                                    |  |  |       |  |  |                       |  |  |                       |  |
|                                   |                             | 14. Cristiano IX di Danimarca    | 28. Federico Guglielmo di Schleswig-Holstein-Sonderburg-Glücksburg |  |  |       |  |  |                       |  |  |                       |  |
|                                   |                             | 14. Cristiano IX di Danimarca    | 28. Federico Guglielmo di Schleswig-Holstein-Sonderburg-Glücksburg |  |  |       |  |  |                       |  |  |                       |  |
|                                   |                             | 14. Cristiano IX di Danimarca    | 29. Luisa Carolina d'Assia-Kassel                                  |  |  |       |  |  |                       |  |  |                       |  |
| 7. Dagmar di Danimarca            |                             | 14. Cristiano IX di Danimarca    |                                                                    |  |  |       |  |  |                       |  |  |                       |  |
|                                   |                             | 15. Luisa d'Assia-Kassel         | 30. Guglielmo d'Assia-Kassel                                       |  |  |       |  |  |                       |  |  |                       |  |
|                                   |                             | 15. Luisa d'Assia-Kassel         | 30. Guglielmo d'Assia-Kassel                                       |  |  |       |  |  |                       |  |  |                       |  |
|                                   |                             | 15. Luisa d'Assia-Kassel         | 31. Luisa Carlotta di Danimarca                                    |  |  |       |  |  |                       |  |  |                       |  |
|                                   |                             | 15. Luisa d'Assia-Kassel         |                                                                    |  |  |       |  |  |                       |  |  |                       |  |

## Fonti
- Van Der Kiste, John & Hall Coryne. Once a Grand Duchess: Xenia, Sister of Nicholas II, Sutton Publishing, 2002. ISBN 0-7509-2749-6.